# Hypselosoma
Hypselosoma is een geslacht van wantsen uit de familie van de Schizopteridae. Het geslacht werd voor het eerst wetenschappelijk beschreven door Odo Reuter in 1891.

## Soorten
Het genus bevat de volgende soorten:

- Hypselosoma acantheen Hill, 1991
- Hypselosoma admorsus Esaki & Miyamoto, 1959
- Hypselosoma amieuensis Hill, 2013
- Hypselosoma bakeri Wygodzinsky, 1959
- Hypselosoma biroi Wygodzinsky, 1959
- Hypselosoma bleuensis Hill, 2013
- Hypselosoma boops McAtee & Malloch, 1925
- Hypselosoma chorizobregmatum Hill, 2013
- Hypselosoma dicroum Hill, 2013
- Hypselosoma dominicana Poinar & Brown, 2015
- Hypselosoma elytratum Hill, 2013
- Hypselosoma gephyrobregmatum Hill, 2013
- Hypselosoma haplacanthatum Hill, 2013
- Hypselosoma hickmani Wygodzinsky, 1959
- Hypselosoma hirashimai Esaki & Miyamoto, 1959
- Hypselosoma hypselosomatum Hill, 2013
- Hypselosoma koghiensis Hill, 2013
- Hypselosoma lipovskyi Wygodzinsky, 1959
- Hypselosoma lituratum Wygodzinsky, 1959
- Hypselosoma mandjeliensis Hill, 2013
- Hypselosoma matsumurae Horváth, 1905
- Hypselosoma mouensis Hill, 2013
- Hypselosoma ndouaensis Hill, 2013
- Hypselosoma nordiensis Hill, 2013
- Hypselosoma oculatum Reuter, 1891
- Hypselosoma oncerochilotum Hill, 1987
- Hypselosoma onceronotatum Hill, 2013
- Hypselosoma pachypechotum Hill, 1987
- Hypselosoma pauliana Wygodzinsky, 1959
- Hypselosoma rembaiensis Hill, 2013
- Hypselosoma rhinatum Hill, 2013
- Hypselosoma rhodochroum Wygodzinsky, 1959
- Hypselosoma rossi Wygodzinsky, 1959
- Hypselosoma schizobregmotum Hill, 1987
- Hypselosoma simile Wygodzinsky, 1959
- Hypselosoma touhoensis Hill, 2013
- Hypselosoma trachyacanthatum Hill, 2013
- Hypselosoma trachypechotum Hill, 1987
- Hypselosoma triacanthatum Hill, 2013